# シーモア島

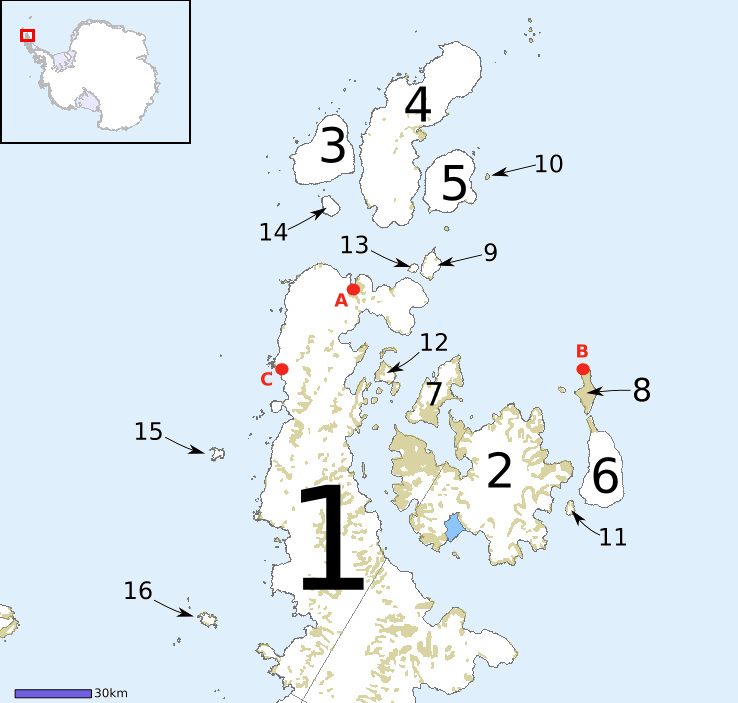
グレアムランド北部と周辺の島々
1 南極半島（トリニティ半島）、2 ジェイムズ・ロス島、3 デュルヴィル島、4 ジョインビル島、5 ダンディー島、6 スノー・ヒル島、7 ヴェガ島、8 シーモア島、9 アンダーソン島、10 ポーレット島、11 ロッキャー島、12 イーグル島、13 ヨナセン島、14 ブランスフィールド島、15 アストロラーベ島、16 タワー島

シーモア島(Seymour Island)は、南極半島のグレアムランドの先端に存在する16個の島からなる列島を構成する1つの島である。グレアムランドは、南極大陸で最も南アメリカ大陸に近い位置にある。半島の北端の西側に列島がある。この中で、シーモア島はスノー・ヒル島の少し北、ジェイムズ・ロス島とヴェガ島の東に位置する。
シーモア島は、島内にあるアルゼンチンの南極観測基地の名前から、マランビオ島やシーモア・マランビオ島と呼ばれることもある。

## マランビオ基地
島内には、アルゼンチンの通年の南極観測用航空基地であるマランビオ基地がある。冬季には、基地には平均55人が滞在するが、夏季には基地の人口は180人に増える。

## 気候
マランビオ基地で計測したシーモア島の平均気温は、夏季1℃、冬季-21℃である。しかし冬季には、強風により体感温度は-60℃にもなる。

## 古生物学
シーモア島を構成する岩は、主に白亜紀後期から始新世にできたものである。
1882年11月、ノルウェー人の大佐カール・アントン・ラーセンは、ジェイソン号でシーモア島に上陸し、この地の地図を作ったほか、化石を発見した。興味深いことに、ジェイソン号によるラーセンの探検は、1901年から1904年にかけて行われたスウェーデンの南極探検隊よりも遥かに実り多いものだった。この探検の間、アンタークティック号は氷山に衝突して沈没し、隊員は近隣のスノー・ヒル島で、ペンギンやアザラシを食べて14か月も生き延びなければならなかった。その後、シーモア島は古生物学の研究に注目されることとなった。
シーモア島では、南極の氷河化が始まった始新世の寒冷化の研究が盛んに行われている。南極海の炭酸塩の細粒の研究により、始新世の間に気温が単調に減少したのではなく、この期間の中期に気温が上昇する短い期間があったことが示唆された(Bohaty and Zachos, 2003)。
シーモア島では、始新世のこの時期のさまざまな種の化石が研究されている。その中には、絶滅したペンギンの種（Palaeeudyptes klekowskiiやArchaeospheniscus wimani）、様々な種の二枚貝等が含まれる。
1982年には、シーモア島で絶滅した有袋類のPolydolopidae科が発見された。これは、南極大陸にかつて哺乳類が生息していた初めての証拠となった。その他、オポッサム目やミクロビオテリウム目、有蹄類、謎の絶滅目であるGondwanatheriaの化石も発見されている。